# ビジネス航空
ビジネス航空（ビジネスこうくう）とは、航空輸送の一種で、ビジネス遂行上の目的でエアーライン以外の航空機を使用して行う人や物の輸送のことを言う。ビジネス航空に使用される航空機がビジネス機で、その代表がビジネスジェット機である。

## 概要
ビジネス航空（ビジネスジェット）の国際機関であるIBAC（International Business Aviation Council、国際ビジネス航空評議会)は、ビジネス航空を「ビジネス遂行上の目的で航空機（飛行機（固定翼航空機）及び回転翼航空機（ヘリコプター）を使用して行う貨客の輸送の事をいう）と定義している。
しかし、一般的には観光目的等も含めもう少し広義に解釈することが多い。プロペラ機やヘリコプターによる輸送も立派なビジネス航空であるが、速度に加え、航続距離、快適性、安全性等の面から近年ビジネス機の主役はビジネスジェット機になってきている。

## ビジネス航空機
上記のようにビジネス機の代表はビジネスジェット機であるが、ビジネスジェット機と一言に言っても、色々な機体があり、小はVLJ（Very Light Jet）と呼ばれる座席数4〜5席程度、航続距離1,000nm位の小型近距離用の機体（ホンダジェット等）から10数名を乗せて東京－ニューヨークを直行できるようなビジネスジェットとしては大型の機体（ガルフストリーム G650やボンバルディア グローバル 6000等）、さらにはエアライン用の機体（エアバスA319やボーイング737）をビジネス航空仕様にしたようなもの（Corporate Airliner）まで、用途に応じて種々様々な機体が製造されている。

## 世界及び日本の現況
ビジネスジェット機の機数は2013年末現在世界全体では19,000機、その内北米が13,000機、欧州が2,800機となっており、アジア、中東地区ではまだ絶対数は少ないものの近年その伸びは大きい。
それに比べ日本では、戦後航空輸送が大型機による定期便中心で進められてきたこともあり、ビジネス航空の普及が非常に遅れていた。しかしながら近年日本においてもビジネス航空の重要性、必要性を指摘する声が強くなりようやくビジネス航空（ビジネスジェット）についての環境改善（主要空港でのビジネス機用の発着枠増、規制緩和、施設の充実等）が進み始めてきている。

## 利用法
ビジネス航空（ビジネスジェット）の利用形態としては大きく以下の2通りの利用方法がある。
1. 利用者(会社等）が自ら所有して自家用機として使用するもの
2. 利用者が自己の目的のために必要に応じて個別にビジネス航空の運航会社（事業会社）から事業用機をチャーターして行うもの、いわゆるオンディマンドチャーター

前者で使用されるジェット機はプライベートジェットとかコーポレートジェット等と呼ばれることもある。
後者については長期契約により長期間チャーターする場合もあれば、1フライトあるいは1往復だけチャーターする場合もある。
自己保有するかチャーターするかは、一長一短があり、その使用頻度等により、自分に適した方法で使用される。